# Mirna község
Mirna község (szlovénül: Občina Mirna) Szlovénia 212 alapfokú közigazgatási egységének, azaz községének egyike a Délkelet-Szlovénia statisztikai régióban. A község központja Mirna város. A község a történelmi Alsó-Krajna régió része. Mirna 2011-ben vált községgé.

## A község (járás) települései
A községhez Mirna székhelyen kívül a következő települések tartoznak:
- Brezovica pri Mirni
- Cirnik
- Debenec
- Glinek
- Gomila
- Gorenja Vas pri Mirni
- Migolica
- Migolska Gora
- Praprotnica
- Ravne
- Sajenice
- Selo pri Mirni
- Selska Gora
- Ševnica
- Škrjanče
- Stan
- Stara Gora
- Trbinc
- Volčje Njive
- Zabrdje
- Zagorica

## Története
Mirna már a második világháború előtt is település volt. A háború után, a szlovéniai önkormányzatok 1952-es megalakulásától 1959-ig, amikor Mirna község egyesült Trebnje községgel, község volt.
2009 novemberében Mirna község lakói népszavazáson szavaztak Trebnje községtől való elszakadás és az önálló község létrehozása mellett, de az ezt hatályba léptető törvényt 2010 áprilisában a Nemzetgyűlés elutasította, főként azért, mert az Ankaran község létrehozását is tartalmazta[
2011. február 1-jén a Nemzetgyűlés újabb törvényt fogadott el Mirna község megalakításáról. Ez azt követően történt, hogy a Szlovén Alkotmánybíróság 2010 decemberében arra kötelezte a szlovén Nemzetgyűlést, hogy két hónapon belül hozza létre Mirna községet, és a megalakulást követő 20 napon belül írja ki a községi tanács választását. 2011. február 26-án Mirna visszanyerte községi státuszát.

## Népesség
| Lakosok száma | 2573 | 2577 | 2556 | 2519 | 2526 | 2576 | 2588 | 2622 | 2689 |
|               | 2012 | 2013 | 2014 | 2015 | 2016 | 2017 | 2018 | 2019 | 2020 |